# Museu Etnográfico de Trevões
O Museu Etnográfico de Trevões tem como objetivo de guardar a memória desta povoação, transmitindo aos seus habitantes a continuidade e diversidade local, mostrando-lhes as suas raízes e tradições, a Associação Sócio Cultural de Trevões organizou uma estrutura museológica, onde se recriam espaços ligados à vida da freguesia.
Albergando o mais variado tipo de peças, a exposição permanente visa dar a conhecer os costumes e modos de vida passados, tentando desta forma criar um elo entre as diferentes gerações.
Inaugurado a 15 de Setembro de 2001 e fruto de um trabalho árduo de recolha, o Museu de Trevões guarda memórias e relíquias da vida dos seus antepassados. Uma viagem no tempo que dá a conhecer a cultura, os modos de vida, as tradições e a história desta gente.